# Cerberoides pilosus
Cerberoides pilosus är en kräftdjursart som beskrevs av Jackson 1938. Cerberoides pilosus ingår i släktet Cerberoides och familjen Oniscidae. Inga underarter finns listade i Catalogue of Life.